# Plaque d'immatriculation monégasque

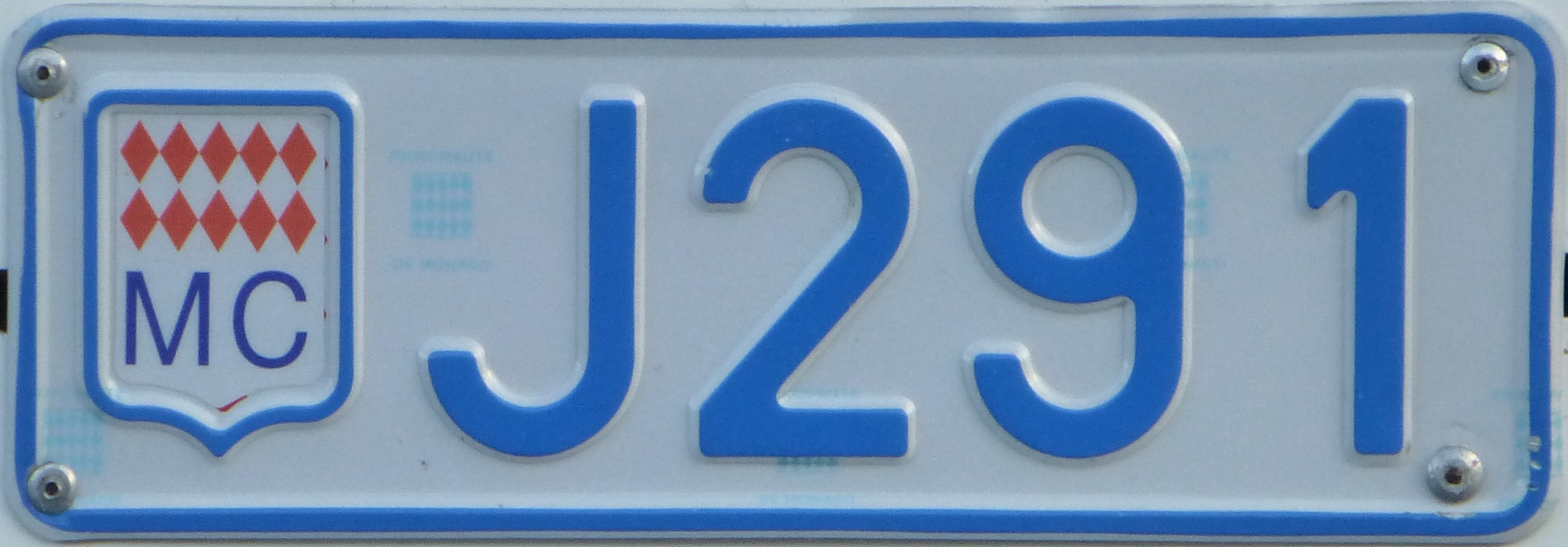
Une plaque monégasque avant.

La plaque d'immatriculation monégasque est l'un des éléments du dispositif permettant l'identification d'un véhicule du parc automobile de Monaco. Elle est obligatoire sur la plupart des véhicules à moteur enregistrés dans la principauté.
Monaco possède un système d'immatriculation depuis 1928, mais les véhicules monégasques ont porté des plaques dès 1901. La principauté utilisait alors le système français. Le format monégasque actuel date de 1978. Les plaques de la série courante sont blanches à caractères bleus. Ces caractères comprennent soit quatre chiffres, soit une lettre et trois chiffres. Des séries différentes existent pour de nombreuses catégories de véhicules, notamment les voitures de l'État, du prince, du corps diplomatique, mais aussi les voitures électriques ou en location.
Les plaques portent les armoiries partielles de Monaco et le sigle MC, accompagnés sur les plaques arrière par l'année de validité de l'immatriculation.

## Format actuel

### Dispositions légales
Le système actuel a été introduit par l'arrêté ministériel numéro 78-5 du 9 janvier 1978. Il stipule que tous les véhicules enregistrés auprès des autorités monégasques doivent porter une plaque à l'avant et à l'arrière. Les remorques, les semi-remorques et les deux-roues motorisés ne portent qu'une plaque arrière.
Les plaques sont délivrées directement par le Service des Titres de Circulation, moyennant une taxe. Lorsqu'un véhicule n'est plus immatriculé à Monaco, les plaques doivent être rendues à ce même service.
L'immatriculation d'un véhicule à Monaco est ouverte à toutes les personnes physiques domiciliées en principauté et ayant une carte d'identité monégasque ou une carte de résident. Les personnes physiques possédant un titre de propriété ou un bail à loyer concernant un logement monégasque peuvent obtenir une plaque à renouveler chaque année. Les véhicules à usage professionnel peuvent aussi être immatriculés par les personnes morales ou physiques autorisées à exercer une activité professionnelle, commerciale ou industrielle en principauté, à l'exception des sociétés civiles immobilières.

### Couleurs et dimensions

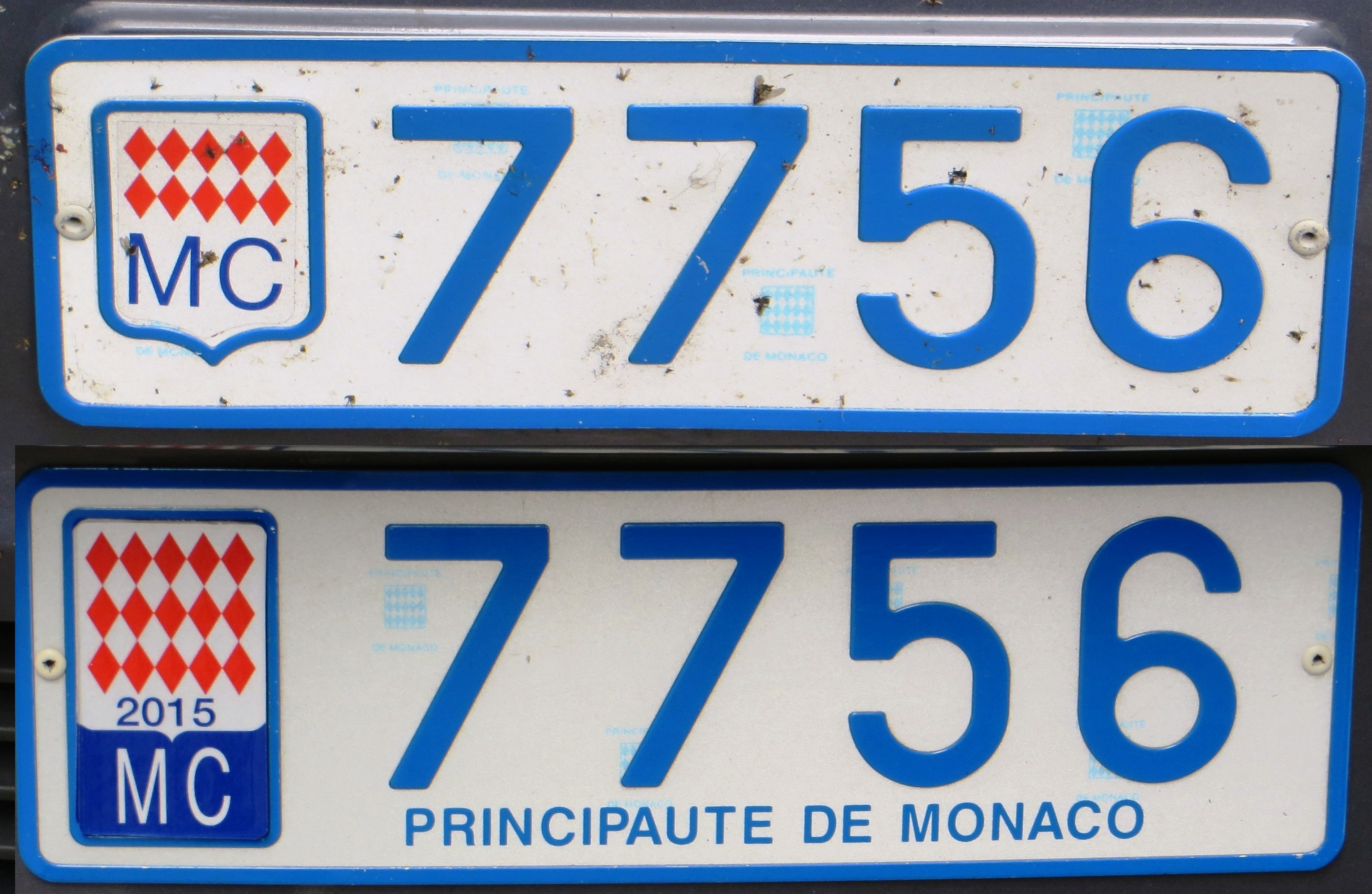
Plaque avant (haut) et arrière (bas).

Les plaques monégasques doivent être produites conformément à l'Arrêté 78-5. Elles sont en tôle d'aluminium avec un fond blanc réflectorisé et filigrané. Les plaques doivent comporter des caractères et un listel de la même couleur. Cette couleur varie selon les séries, mais elle est bleue la plupart du temps. Seules les plaques temporaires des séries TT (transit temporaire), DPTC (délégation partielle ou totale de conduite) et WW (plaques provisoires) sont différentes. Les TT et DPTC ont des caractères et un listel rouge. Les WW sont à fond bleu avec des caractères blancs. L'arrêté ne mentionne pas de police de caractère particulière, sauf pour les plaques WW, pour lesquelles la police Swiss721 BT est requise. Les plaques diplomatiques et consulaires ont longtemps présenté des caractères verts.
Les plaques avant et arrière sont légèrement différentes. La plaque avant porte à gauche un écusson comportant les armoiries de Monaco et la mention MC (taille 20 mm). Cette mention n'existait pas avant 2013 et elle répond à une exigence internationale : les plaques doivent toujours comporter le code du pays lorsqu'un véhicule quitte son territoire national. Un autocollant comportant cette mention a dû être apposé sur les plaques délivrées avant 2013.
La plaque arrière porte la mention « PRINCIPAUTE DE MONACO » placée horizontalement au-dessous des caractères. La partie gauche comprend un rectangle blanc avec une bordure en relief de couleur. Les plaques des deux-roues sont cependant légèrement différentes car elles sont à deux lignes au lieu d'une. La ligne supérieure est occupée par les caractères et la ligne inférieure par le rectangle, à gauche, et la mention « PRINCIPAUTE DE MONACO ».
Les plaques utilisées par le prince de Monaco n'arborent ni l'écusson rouge et blanc, ni le rectangle, mais les armoiries princières.
À l'arrière, les plaques de taille standard mesurent 340 mm de longueur pour 110 mm de hauteur, soit la même hauteur que le standard européen. À l'avant, les plaques sont plus petites, avec des dimensions de 260 mm de longueur pour 90 mm de hauteur.

### Estampille

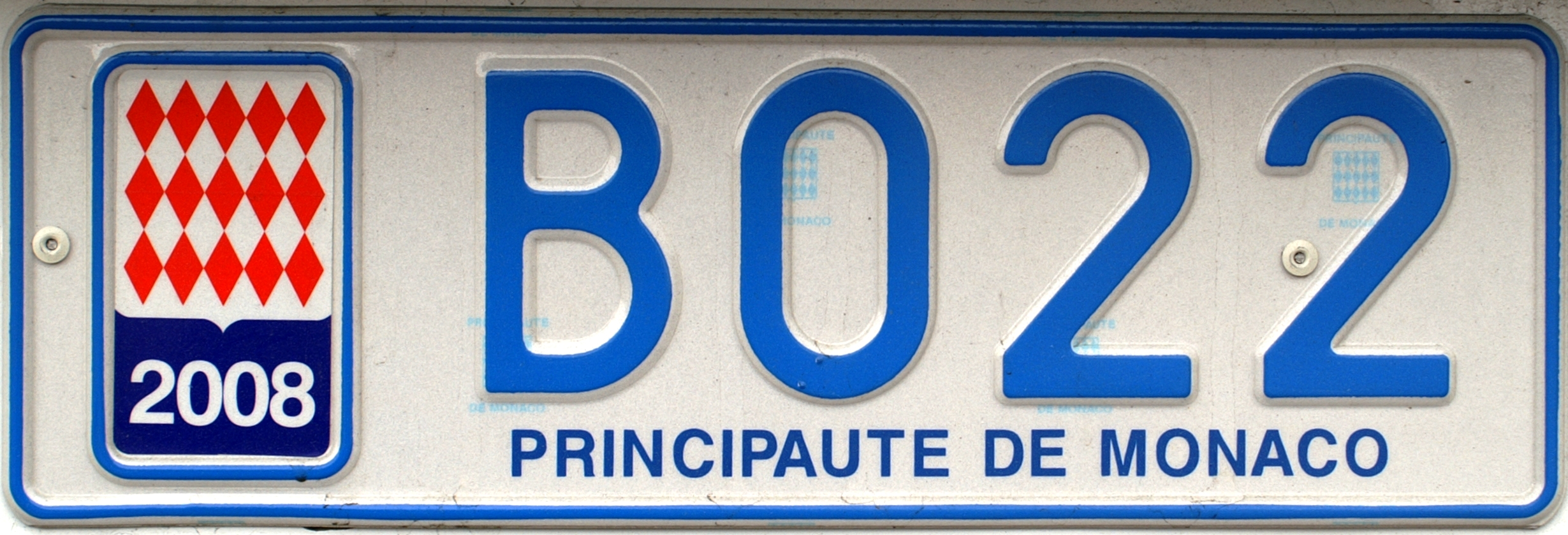
Plaque avec une estampille de 2008.

Tous les véhicules immatriculés à Monaco portent une estampille sur leur plaque arrière, à l'exception de la série WW et des plaques princières. Sans estampille, la plaque n'est pas valable. Elle est faite en plastique autocollant et se place dans le rectangle à gauche de la plaque.
L'estampille comprend le blason de Monaco avec l'année de validité de l'immatriculation à sa base. Le blason surmonte un cartouche bleu qui contient la mention MC inscrite en caractères blancs. Avant 2012, la mention MC ne figurait pas et la date se trouvait dans le cartouche bleu.
Les estampilles sont délivrées en même temps que les plaques et le certificat d'immatriculation pour les véhicules nouvellement immatriculés. Pour les véhicules déjà en circulation, les estampilles sont envoyées aux propriétaires qui doivent renouveler leur immatriculation entre octobre et décembre de chaque année. Le renouvellement d'une immatriculation est payant.

### Numérotation
Toutes les plaques monégasques comprennent soit un groupe de chiffres, soit un groupe de 1 lettre et de 3 chiffres. Le format varie selon la catégorie de véhicule. Les principes de numérotation ont été amendés plusieurs fois depuis 1978, notamment afin de dégager plus de combinaisons possibles. Des séries spéciales ont aussi vu le jour progressivement, ainsi les plaques pour véhicules de collection ont été introduites en 1986, celles pour véhicules en location en 1988 et celles pour véhicules électriques en 2004.
Les propriétaires de véhicule peuvent choisir les caractères figurant sur les plaques dans la limite des formats et des combinaisons disponibles. Il est cependant difficile d'obtenir une combinaison précise, la principauté immatriculant un grand nombre de véhicules. Ainsi, en 2008, la moyenne annuelle se situait à environ 37 000 véhicules toutes catégories, avec une croissance de 4 à 8 % par an. Depuis 2014, le gouvernement monégasque réfléchit à l'introduction de plaques totalement personnalisées à cinq caractères. Ces plaques seraient délivrées moyennant une taxe supplémentaire.

#### Particuliers

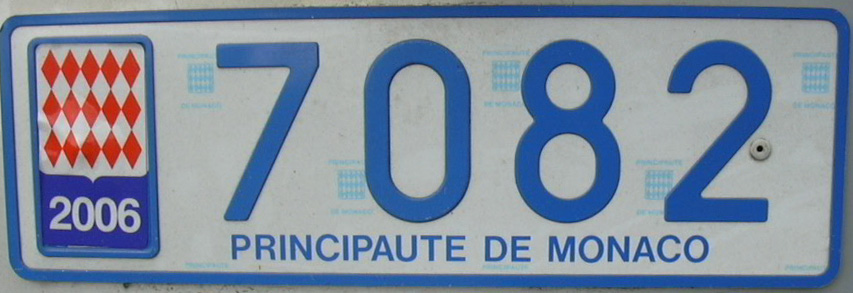
Modèle courant, format 9999, plaque arrière.

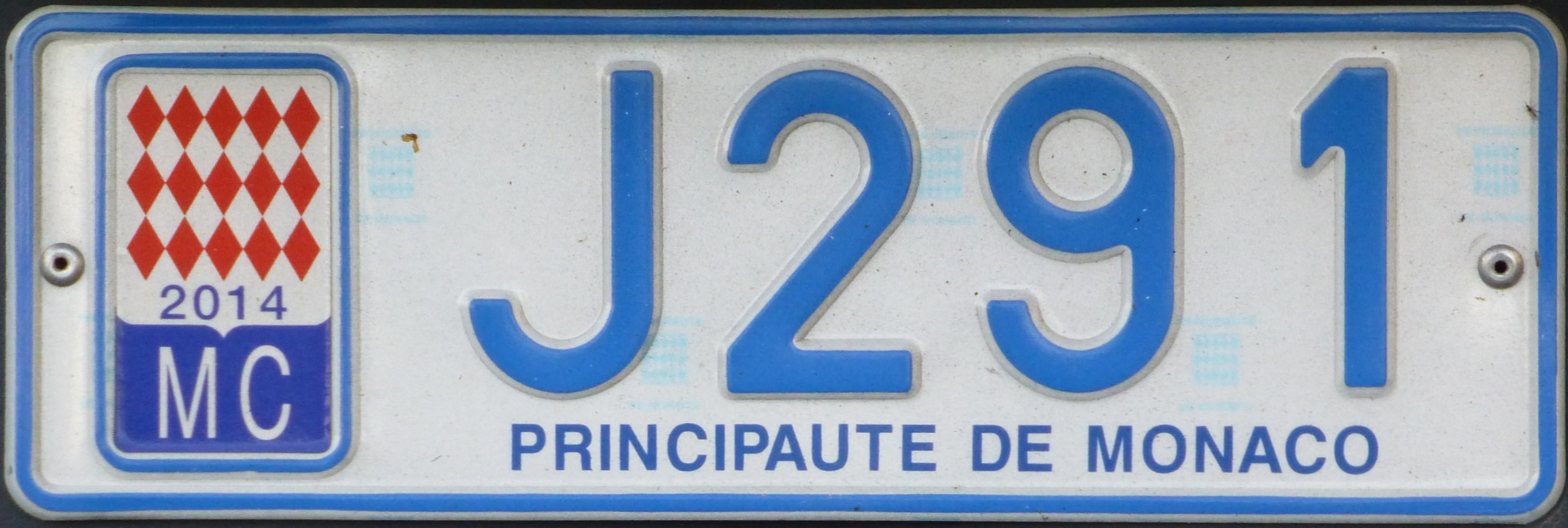
Modèle courant, format B999, plaque arrière.

Les plaques courantes pour les automobiles peuvent suivre trois formats différents. Certaines ne portent que quatre chiffres, compris entre  0001 et  9999. D'autres ont une lettre suivie de trois chiffres, avec des combinaisons allant de  B001 à  Y999. Devant le nombre croissant de véhicules à immatriculer, les autorités monégasques ont inauguré un autre format en 2013 : trois chiffres suivis d'une lettre, avec des combinaisons allant de  001B à  999Y. Les deux derniers formats utilisent toutes les lettres de l'alphabet, sauf A, I, O, V, W, X et Z, ainsi que M et E pour le second. Les lettres I et O ne sont pas utilisées parce qu'elles sont susceptibles d'être confondues avec un 1 et un 0, respectivement. Les autres lettres sont réservées à des plaques spéciales. La lettre Z est ainsi réservée aux plaques annuelles pour les personnes n'ayant ni carte d'identité ni carte de résident mais possédant une propriété ou une location en principauté (non résidents).
Les voitures électriques portaient des plaques à trois chiffres suivis de la lettre E, par exemple  999E. Cette série a été arrêtée en 2022.
Les automobiles de collection, incluant les véhicules âgés de plus de 25 ans et les voitures de compétition, portaient des plaques comprenant la lettre X suivie de trois chiffres, par exemple  X999, ou trois chiffres suivis de X, par exemple  999X. Cette spécificité a cessé en 2019, tout comme l'obligation du carnet de circulation.
Les véhicules de location portent une plaque semblable, mais le V remplace le X. Le V peut aussi être placé après les chiffres.

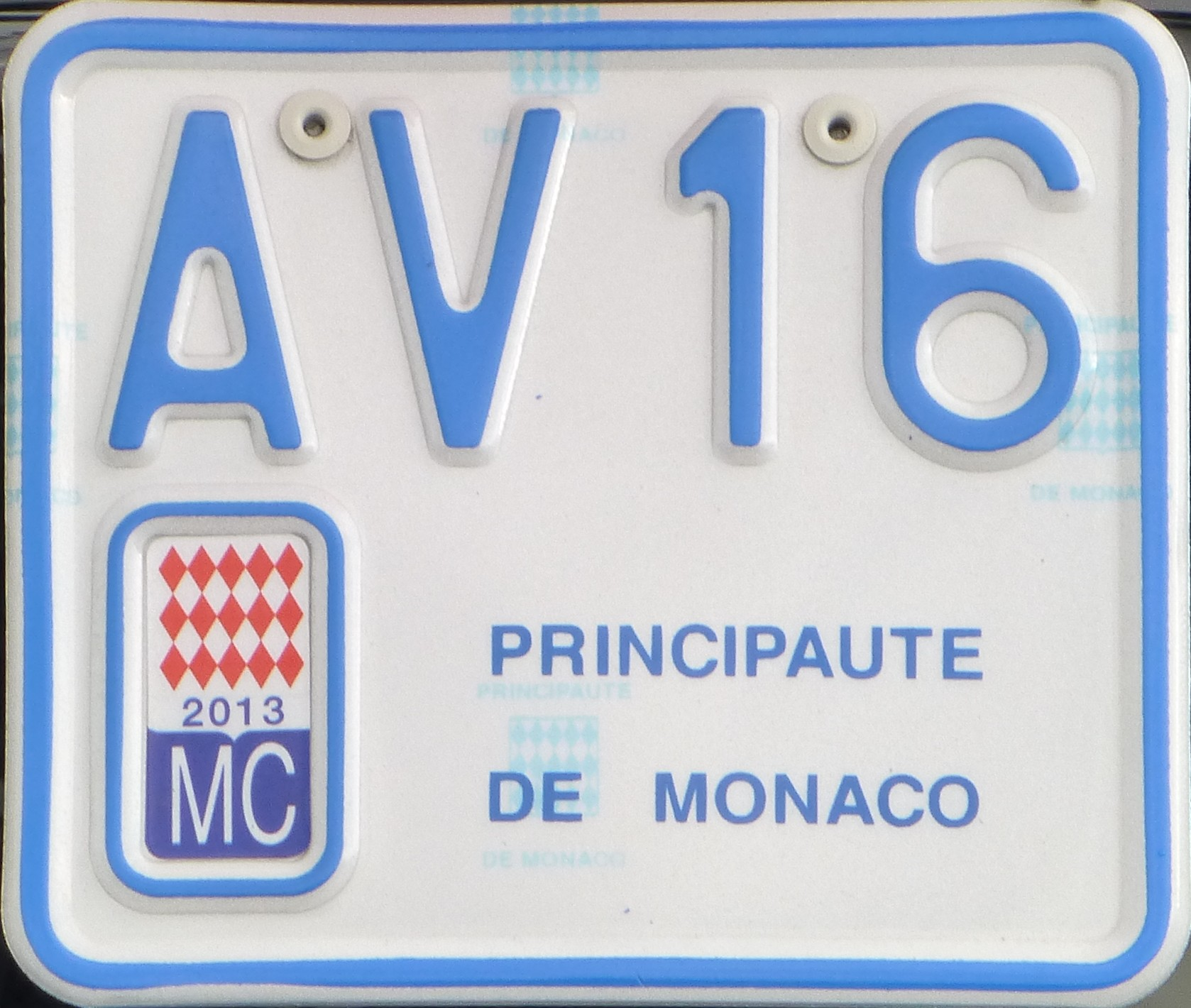
Plaque de deux-roues.

Les deux-roues motorisés, incluant les motocyclettes et les cyclomoteurs, portent une plaque arrière comprenant deux lettres et deux chiffres. Les combinaisons vont de  AA01 à  YY99. Les séries de lettres MC, MP et PM ne sont pas utilisées car elles sont réservées à la famille princière. Les lettres I, O et W sont également écartées. Les séries VE, EV et EE indiquent des deux roues électriques. Les lettres VE peuvent être placées avant ou après les chiffres.
Les plaques des remorques et semi-remorques comportent la lettre A suivie de trois chiffres, par exemple  A999. Les remorques dont le poids total en charge est inférieur à 750 kilos ne sont pas concernées par ce format et doivent porter la même plaque arrière que le véhicule tracteur.
Les véhicules à délégation partielle ou totale de conduite (DPTC), qui ne peuvent être utilisés selon le Code de la route monégasque que pour le transport public expérimental de personnes, sont immatriculés en série particulière à caractères rouges. Cette immatriculation étant soumise et rattachée à l'autorisation du Ministre d'État, elle n'est valable qu'un an et ne peut être prolongée qu'une fois. Une seule plaque de ce type a été délivrée dans la Principauté, lors du test du seul bus à hydrogène autonome en 2019. Elle portait le n°  310H.
La principauté offre la possibilité aux collectionneurs d'acheter des plaques portant la combinaison  0000. Les autres plaques ne peuvent pas être collectionnées car elles doivent être retournées aux autorités auxquelles elles appartiennent lorsqu'elles ne sont plus utilisées.
| \| \| 453E \| Plaque pour voiture électrique. |      |
|                                               | 453E |

| \| \| X041 \| Plaque pour voiture de collection. |      |
|                                                  | X041 |

| \| \| V549 \| Plaque pour voiture de location. |      |
|                                                | V549 |

| \| \| A457 \| Plaque de remorque. |      |
|                                   | A457 |

#### État et diplomatie

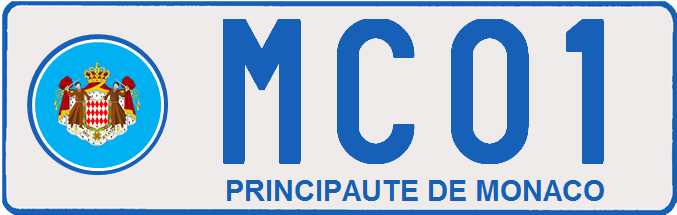
Plaque pour les véhicules du prince.

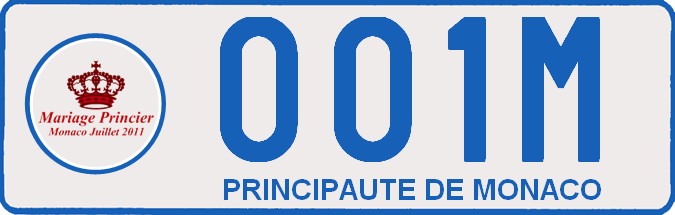
Plaque princière d'avant 2013, utilisée pour le mariage d'Albert II.

Depuis 1964, le Prince de Monaco peut utiliser des plaques spéciales sur ses véhicules, tout comme la Famille Princière. Les séries de lettres utilisées sont MC, et PM, PM étant réservé aux véhicules de la Collection du Musée du Prince.
Des plaques "discrètes" ont été délivrées comme 001C pour l'Audi de la Princesse Charlène ou 0001 pour la Princesse Stéphanie...
À ce sujet, des informations internes indiqueraient que tous les véhicules en plaques MCxx ou PMxx ont un certificat d'immatriculation au nom du Prince, ce qui exclurait de facto les véhicules de la Famille comme supposé auparavant.
Le ministère d'État possède également ses propres plaques. Elles sont composées d'un chiffre, de la mention ME et d'un autre chiffre, par exemple 9ME9. Les véhicules portant ces plaques ne sont pas soumis au code de la route monégasque. Les véhicules du Conseil National bénéficient d'une immatriculation similaire, où les lettres ME sont remplacées par CN. Les véhicules de cette immatriculation sont également exonérés du code de la route. Seules deux immatriculations peuvent être attribuées au Conseil National.
Le corps diplomatique dispose de plaques comportant la mention CD suivie d'un numéro et d'une lettre. Le numéro est un code indiquant l'ambassade ou l'organisme international auquel le véhicule appartient (2 pour l'Italie par exemple). Le personnel administratif et technique des ambassades et les fonctionnaires d'organismes internationaux ont des plaques comportant le même numéro d'identification que les CD. Il est suivi de la lettre K et de deux chiffres (on y trouve 9Kxx pour l'AIEA également). Les plaques des agents consulaires honoraires comportent la mention CC suivie d'un numéro entre 1 et 99. Les véhicules portant des plaques en K ou CC ne sont pas exonérés du code de la route monégasque, contrairement aux CD, CN et ME.
Les motocyclettes de la police monégasque portent des plaques commençant par la mention SP (Sûreté Publique), suivie de deux chiffres.
| \| \| 7ME4 \| Plaque pour le Ministère d'État. |      |
|                                                | 7ME4 |

| \| \| 1CN1 \| Plaque pour le Conseil National. |      |
|                                                | 1CN1 |

| \| \| CD2A \| Plaque pour le corps diplomatique. |      |
|                                                  | CD2A |

| \| \| 2K06 \| Plaque pour le personnel des ambassades. |      |
|                                                        | 2K06 |

| \| \| CC45 \| Plaque pour les agents consulaires honoraires. |      |
|                                                              | CC45 |

#### Plaques temporaires

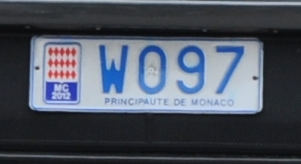
Plaque de la série W

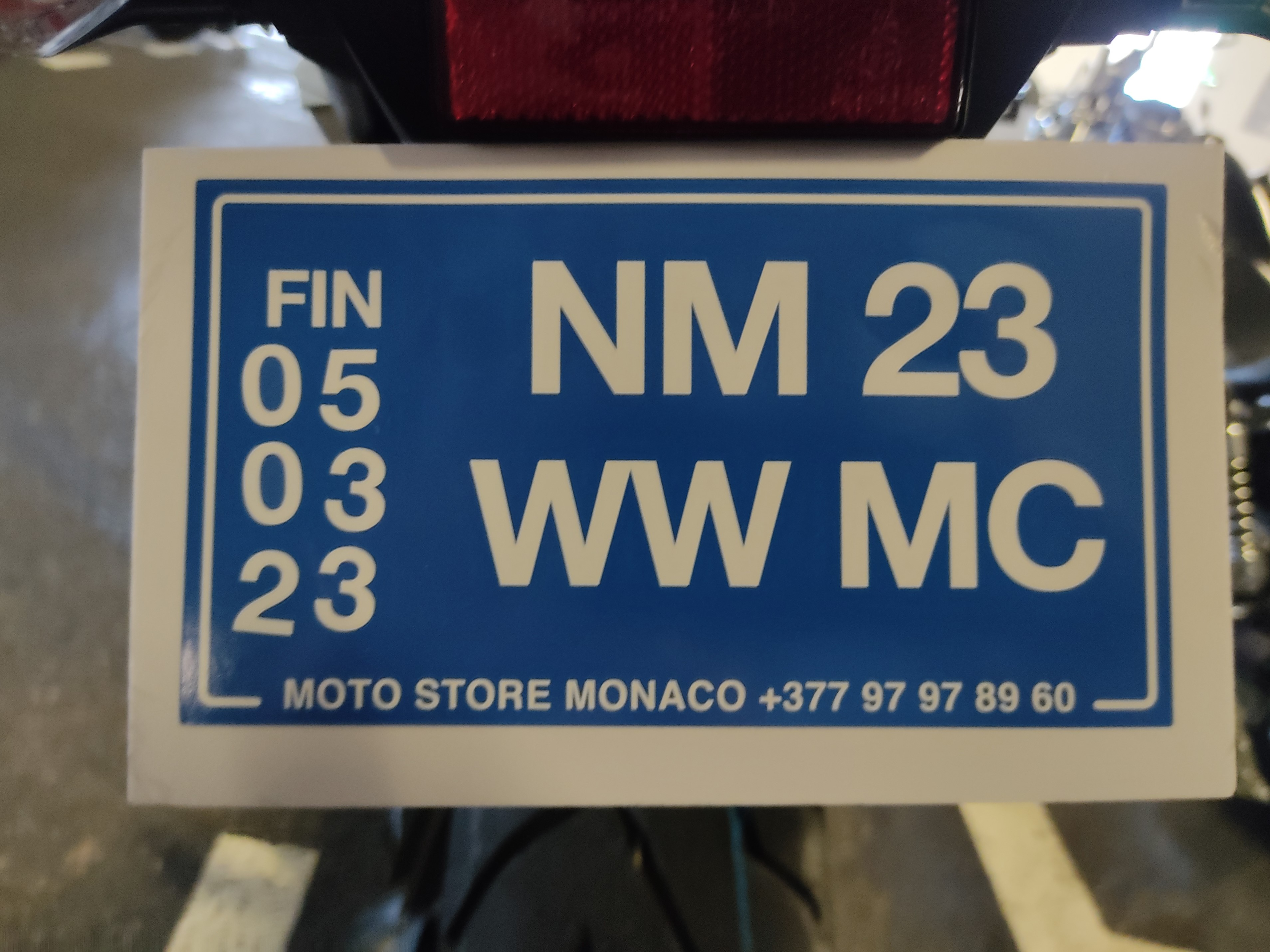
Plaque provisoire apposée sur un scooter

Le système d'immatriculation monégasque compte quelques plaques temporaires dont les caractéristiques rappellent les plaques françaises de même type issues avant 2009. Ainsi, Monaco possède des séries TT, WW et W pour les véhicules en transit, en vente et en transfert.
La série TT suivie de deux chiffres, pour le transit temporaire, est réservée aux voitures circulant en franchise des droits de douane, achetées à Monaco et destinées à l'exportation.
Lorsque les propriétaires ne vivent pas dans l'espace douanier franco-monégasque et font un séjour temporaire dans la principauté, sans occupation lucrative, les plaques commencent par Z (ou ZZ pour les motos) (Z = non résidents).
La série W est destinée aux voitures en vente, à l'essai ou à l'étude. Les plaques portent W puis trois chiffres, ou une lettre et deux chiffres.
La série WW, pour les véhicules en transfert, s'adresse aux véhicules achetés à Monaco par des personnes domiciliées à l'étranger. Les plaques ont quatre chiffres pour les automobiles et remorques et une suite de deux lettres et deux chiffres pour les deux-roues, la mention WW ou WW2, parfois une lettre de série, puis le code minéralogique MC. La mention WW concerne les véhicules destinés à être immatriculés dans la série normale à Monaco ou en France, WW2 concerne tous les autres cas.
Ces plaques sont constituées de bandes autocollantes de 45,5 par 8,5 cm ou 20,5 par 10 cm pour les motocycles sur lesquelles sont inscrits le numéro d'immatriculation en police Swiss721 BT et la date d'expiration apposée sur le bord gauche.
| \| \| TT63 \| Plaque de transit temporaire. |      |
|                                             | TT63 |

| \| \| WA60 \| Plaque de véhicule en vente. |      |
|                                            | WA60 |

| \| \| 7591 WW MC \| Plaque provisoire. |            |
|                                        | 7591 WW MC |

## Avant 1978

### Système français
Monaco a créé son propre service d'immatriculation en 1928. Auparavant, la principauté utilisait le même système que la France. Ce système avait été créé en 1901 pour accompagner le développement de l'automobile. Le système français de l'époque était géographique. Les plaques étaient délivrées par les branches locales de l'Administration des Mines. Monaco dépendait de l'arrondissement minéralogique de Marseille, qui comprenait plusieurs départements français (Basses-Alpes, Hautes-Alpes, Alpes-Maritimes, Bouches-du-Rhône, Corse, Var et Vaucluse) et les territoires d'Afrique du Nord (Maroc, Algérie et Tunisie). Ces territoires ont néanmoins été détachés de l'arrondissement au cours des années 1900-1910.
Les plaques françaises du début du XXe siècle comprenaient trois chiffres (quatre chiffres à partir de 1921 pour Marseille) et une lettre indiquant l'arrondissement. Celui de Marseille était identifié par un M. Le V a aussi servi entre 1904 et 1921. Lorsque les séries de trois chiffres atteignaient 999, une nouvelle série commençait. Elle était identifiée par un redoublement de la lettre, puis par un chiffre ajouté après cette même lettre. Ainsi 999-M a été suivi par 001-MM, et 999-MM par 001-M2.
Bien qu'ils portaient des plaques françaises, les véhicules monégasques devaient arborer l'ovale avec la mention MC.
| 741-MM; |

| 2170-M9; |

### Systèmes monégasques
Face à la croissance soutenue du parc automobile, les autorités françaises créent un nouveau format en 1928. C'est à cette date que Monaco quitte le système français pour adopter le sien. Les plaques monégasques délivrées de 1928 aux années 1950 comprenaient la mention MC suivie d'un tiret et de un à quatre chiffres. La mention MC figurait après les chiffres dans de rares cas. Les caractères étaient blancs sur fond noir, comme dans le système français.
| MC-1510; |

| 214-MC; |

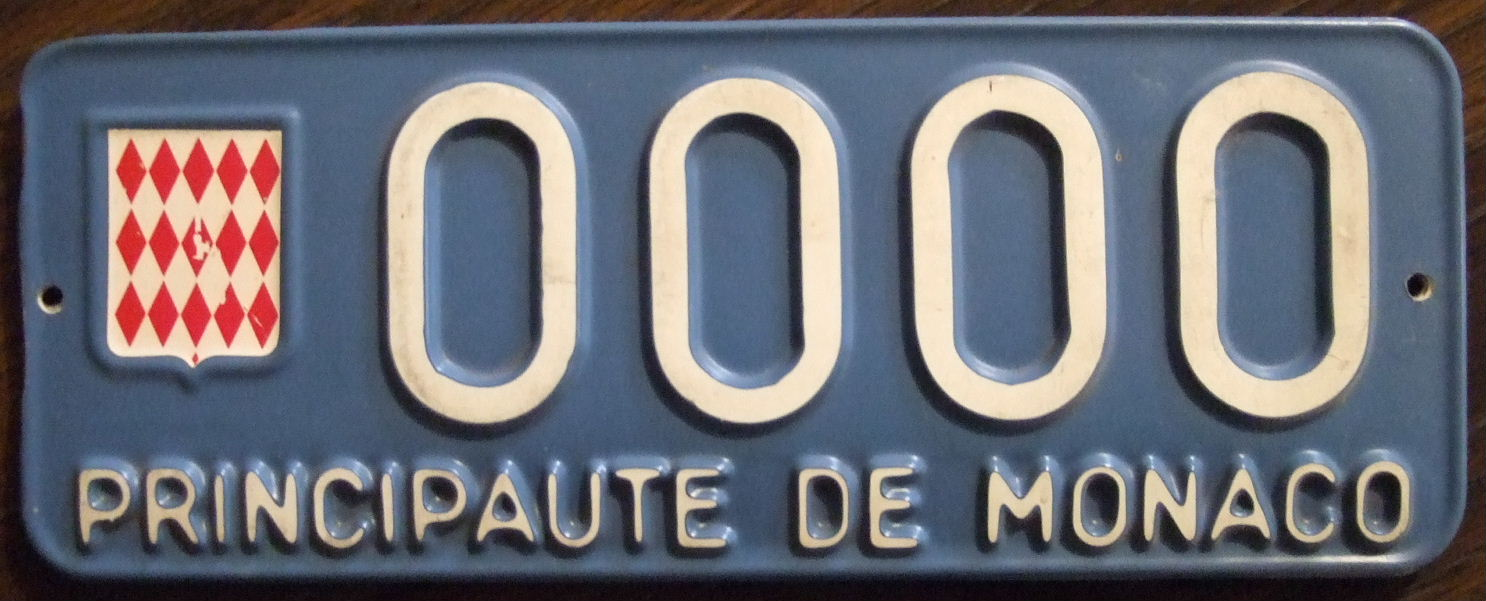
Modèle de plaque avant de 1964-1978.

En 1951, un nouveau type de plaque en métal est adopté jusqu'en 1963. Ces plaques adoptent un aspect similaire aux plaques actuelles, avec le blason monégasque (peint) à gauche sans la date d'immatriculation. Les plaques avant portent une gravure Ct-51-1 en haut à gauche. La mention « Principauté de Monaco » apparaît sous les caractères. Ceux-ci comprennent dans un premier temps une série de trois puis quatre chiffres et enfin A et 3 chiffres. En 1964 de nouvelle plaques de mêmes couleurs mais en plastique moulé et posées sur une armature en alu apparaissent, jusqu'en 1978. La numérotation repart de zéro (néanmoins, une réserve est émise en raison de l'évidence que la Ferrari 250 California d'Alain Delon a porté le même n° de plaque du type 1951-63 et 1964-78). Une nouvelle estampille de revalidation annuelle apparaît à l'arrière portant l'année ainsi que le n° d'immatriculation perforé par aiguilles dans le sticker. Un simple sticker à l'avant. Le bleu et le blanc sont utilisés sur les plaques courantes, comme dans le système actuel, mais les couleurs sont inversées. Le fond est bleu et les caractères blancs. Les séries spéciales suivent cette caractéristique : les plaques diplomatiques sont vertes à caractères blancs, les plaques temporaires TT rouges à caractères blancs. Les séries MC (Famille Princière), CC (agents consulaires) et W (véhicules en vente) existent déjà. A noter les 1ères série de plaques W en tissu de couleur bleu, comme en Italie. Des séries existent aussi pour l'Agence internationale de l'énergie atomique, qui a noué un partenariat avec le Musée océanographique de Monaco en 1962, et pour le Bureau international hydrographique, dont le siège se trouve à Monaco depuis 1921. La première a des plaques commençant par CS, la seconde par BH.
A noter que comme aujourd'hui les plaques avant étaient plus petites que les arrières.
| \| \| 1279 \| Plaque de la série courante de 1950-1978. |      |
|                                                         | 1279 |

| \| \| MC17 \| Plaque princière. |      |
|                                 | MC17 |

| \| \| CD1Z \| Plaque diplomatique. |      |
|                                    | CD1Z |

| \| \| CS02 \| Plaque de l'Agence de l'énergie atomique. |      |
|                                                         | CS02 |

| \| \| BH03 \| Plaque du Bureau hydrographique. |      |
|                                                | BH03 |

| \| \| 2CC4 \| Plaque consulaire. |      |
|                                  | 2CC4 |

| \| \| TT97 \| Plaque de transit temporaire. |      |
|                                             | TT97 |